# Metropolia del Messico

La cattedrale di Santa Sofia.

La metropolia del Messico (spagnolo: Sacro Arzobispado Ortodoxo Griego de Mexico; greco: Ιερά Μητρόπολις Μεξικού) è una diocesi del patriarcato ecumenico di Costantinopoli di rito bizantino con sede a Città del Messico, dove si trova la cattedrale di Santa Sofia.
La metropolia estende la sua giurisdizione su tutti i Paesi dell'America centrale, le isole dei Caraibi, Colombia e Venezuela.
Metropolita del Messico ed esarca dell'America centrale e dei Caraibi è Iákovos Andriópoulos, eletto dal Santo Sinodo patriarcale il 24 gennaio 2024 e consacrato dal patriarca Bartolomeo di Costantinopoli il 2 febbraio successivo.
La metropolia di Panama, parte dell'Arcidiocesi greco-ortodossa del Nord e del Sud America, fu fondata il 30 luglio 1996, con sede provvisoria a Città del Messico. In seguito fu deciso che la capitale messicana diventasse la sede definitiva della metropolia, e per questo motivo, il 13 ottobre 2005, il suo nome fu modificato in quello attuale.

## Cronotassi dei metropoliti
- Athinagóras Anastasiádis (2 dicembre 1996 - 24 gennaio 2024 eletto metropolita di Bizia e Medea)[5]
- Iákovos Andriópoulos, dal 2 febbraio 2024